# Prvenstvo Hrvatske u dvoranskom hokeju za žene 2018.
Prvenstvo Hrvatske u dvoranskom hokeju za žene za sezonu 2017./18. je peti put zaredom osvojila"Mladost" iz Zagreba. 

Prvenstvo je igrano od početka siječnja pa do 4. ožujka 2018. 

## Sudionici
- "Mladost" - Zagreb
- "Mladost II" - Zagreb
- "Trešnjevka" - Zagreb
- "Zelina" - Sveti Ivan Zelina
- "Zelina II" - Sveti Ivan Zelina
- "Zrinjevac" - Zagreb

## Ljestvica i rezultati

### Ligaški dio
Ljestvica
| mj | klub       | ut | pob | ner | por | gol+ | gol- | bod |             |
| -- | ---------- | -- | --- | --- | --- | ---- | ---- | --- | ----------- |
| 1. | Mladost    | 5  | 5   | 0   | 0   | 55   | 2    | 15  | doigravanje |
| 2. | Zelina     | 5  | 3   | 1   | 1   | 37   | 9    | 10  | doigravanje |
| 3. | Zrinjevac  | 5  | 3   | 1   | 1   | 38   | 18   | 10  | doigravanje |
| 4. | Trešnjevka | 5  | 2   | 0   | 3   | 5    | 30   | 6   | doigravanje |
| 5. | Mladost II | 5  | 0   | 1   | 4   | 5    | 36   | 1   |             |
| 6. | Zelina II  | 5  | 0   | 1   | 4   | 3    | 48   | 1   |             |

Rezultati

### Doigravannje
| datum           | klub1         | rez           | klub2         |
| poluzavršnica   | poluzavršnica | poluzavršnica | poluzavršnica |
| --------------- | ------------- | ------------- | ------------- |
| 3. ožujka 2018. | Zelina        | 2:0           | Zrinjevac     |
| 3. ožujka 2018. | Mladost       | 10:0          | Trešnjevka    |
|                 |               |               |               |
| za 3. mjesto    |               |               |               |
| 4. ožujka 2018. | Trešnjevka    | 1:8           | Zrinjevac     |
|                 |               |               |               |
| završnica       |               |               |               |
| 4. ožujka 2018. | Mladost       | 2:1           | Zelina        |

## Vanjske poveznice
- hhs-chf.hr, Hrvatski hokejski savez
- hhs-chf.hr, Dvoransko prvenstvo Hrvatske za seniore i seniorke